# Mai 1805
Cette page présente les faits marquants du mois de mai 1805.

## Événements
- 14 mai : Méhémet Ali (Muhammad-Ali) est élu Pasha d'Égypte par la population du Caire après la déposition de Khursit Pacha (fin en 1848). Le 9 juillet, le sultan ottoman Sélim III reconnaît son autorité sous la pression des autorités religieuses du Caire. Méhémet Ali appui sa politique sur la société égyptienne contre les Mamelouks et les Ottomans[1].

## Naissances
- 10 mai : Alexander Karl Heinrich Braun (mort en 1877), botaniste allemand.
- 18 mai : Ernst Weyden, historien et écrivain allemand.
- 19 mai : Francesco de Vico (mort en 1848), astronome et prêtre jésuite italien.

## Décès
- 3 mai : Alexandre Savérien (né en 1720), écrivain, philosophe et mathématicien français.
- 7 mai : William Petty FitzMaurice, ancien Premier ministre de Grande-Bretagne (° 2 mai 1737).
- 9 mai : Friedrich von Schiller, poète et dramaturge allemand, auteur de pièces d’une grande intensité dramatique, dans l’esprit du Sturm und Drang (° 10 novembre 1759)
- 28 mai : Luigi Boccherini, compositeur italien (° 19 février 1743).